# Claviers
Claviers ist eine französische Gemeinde mit 720 Einwohnern (Stand 1. Januar 2022), die sich im Département Var und in der Region Provence-Alpes-Côte d’Azur befindet. Sie gehört zum Arrondissement Draguignan und ist Mitglied im Gemeindeverband Dracénie Provence Verdon Agglomération. Ihre Einwohner werden Clavésiens und Clavésiennes genannt.

## Geografie
Claviers liegt in der Provence, etwa 11 Kilometer nordöstlich von Draguignan. Das Gemeindegebiet wird vom gleichnamigen Fluss Claviers durchquert, der zur Endre entwässert.
Umgeben wird Claviers von den drei Nachbargemeinden:
| Bargemon |                                             |          |
|          | Kompassrose, die auf Nachbargemeinden zeigt | Seillans |
| Callas   |                                             |          |

## Bevölkerungsentwicklung

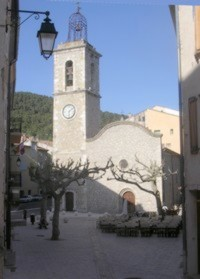
Kirche Saint-Silvestre

| Claviers: Einwohnerzahlen von 1793 bis 2016                                                                                | Claviers: Einwohnerzahlen von 1793 bis 2016 | Claviers: Einwohnerzahlen von 1793 bis 2016 | Claviers: Einwohnerzahlen von 1793 bis 2016 | Claviers: Einwohnerzahlen von 1793 bis 2016 |
| --- | ------------------------------------------- | ------------------------------------------- | ------------------------------------------- | ------------------------------------------- |
| Jahr |                                             |                                             |                                             | Einwohner                                   |
| 1793 | 1793                                        |                                             | 1.115                                       | 1.115                                       |
| 1800 | 1800                                        |                                             | 1.081                                       | 1.081                                       |
| 1806 | 1806                                        |                                             | 1.110                                       | 1.110                                       |
| 1821 | 1821                                        |                                             | 1.232                                       | 1.232                                       |
| 1831 | 1831                                        |                                             | 1.305                                       | 1.305                                       |
| 1836 | 1836                                        |                                             | 1.233                                       | 1.233                                       |
| 1841 | 1841                                        |                                             | 1.237                                       | 1.237                                       |
| 1846 | 1846                                        |                                             | 1.191                                       | 1.191                                       |
| 1851 | 1851                                        |                                             | 1.125                                       | 1.125                                       |
| 1856 | 1856                                        |                                             | 1.057                                       | 1.057                                       |
| 1861 | 1861                                        |                                             | 1.001                                       | 1.001                                       |
| 1866 | 1866                                        |                                             | 1.003                                       | 1.003                                       |
| 1872 | 1872                                        |                                             | 904                                         | 904                                         |
| 1876 | 1876                                        |                                             | 845                                         | 845                                         |
| 1881 | 1881                                        |                                             | 768                                         | 768                                         |
| 1886 | 1886                                        |                                             | 764                                         | 764                                         |
| 1891 | 1891                                        |                                             | 736                                         | 736                                         |
| 1896 | 1896                                        |                                             | 750                                         | 750                                         |
| 1901 | 1901                                        |                                             | 655                                         | 655                                         |
| 1906 | 1906                                        |                                             | 626                                         | 626                                         |
| 1911 | 1911                                        |                                             | 609                                         | 609                                         |
| 1921 | 1921                                        |                                             | 478                                         | 478                                         |
| 1926 | 1926                                        |                                             | 503                                         | 503                                         |
| 1931 | 1931                                        |                                             | 464                                         | 464                                         |
| 1936 | 1936                                        |                                             | 412                                         | 412                                         |
| 1946 | 1946                                        |                                             | 376                                         | 376                                         |
| 1954 | 1954                                        |                                             | 326                                         | 326                                         |
| 1962 | 1962                                        |                                             | 316                                         | 316                                         |
| 1968 | 1968                                        |                                             | 359                                         | 359                                         |
| 1975 | 1975                                        |                                             | 404                                         | 404                                         |
| 1982 | 1982                                        |                                             | 469                                         | 469                                         |
| 1990 | 1990                                        |                                             | 597                                         | 597                                         |
| 1999 | 1999                                        |                                             | 553                                         | 553                                         |
| 2006 | 2006                                        |                                             | 682                                         | 682                                         |
| 2011 | 2011                                        |                                             | 575                                         | 575                                         |
| 2016 | 2016                                        |                                             | 678                                         | 678                                         |
| Quelle(n): EHESS/Cassini bis 1999, INSEE ab 2006 Anmerkung(en): Ab 1962 offizielle Zahlen ohne Einwohner mit Zweitwohnsitz |                                             |                                             |                                             |                                             |

## Sehenswürdigkeiten
- Burgruine aus dem 11. Jahrhundert
- Kapelle Saint-Silvestre aus dem 11. Jahrhundert
- Kirche Saint-Silvestre aus dem 17. Jahrhundert